# 勝納川

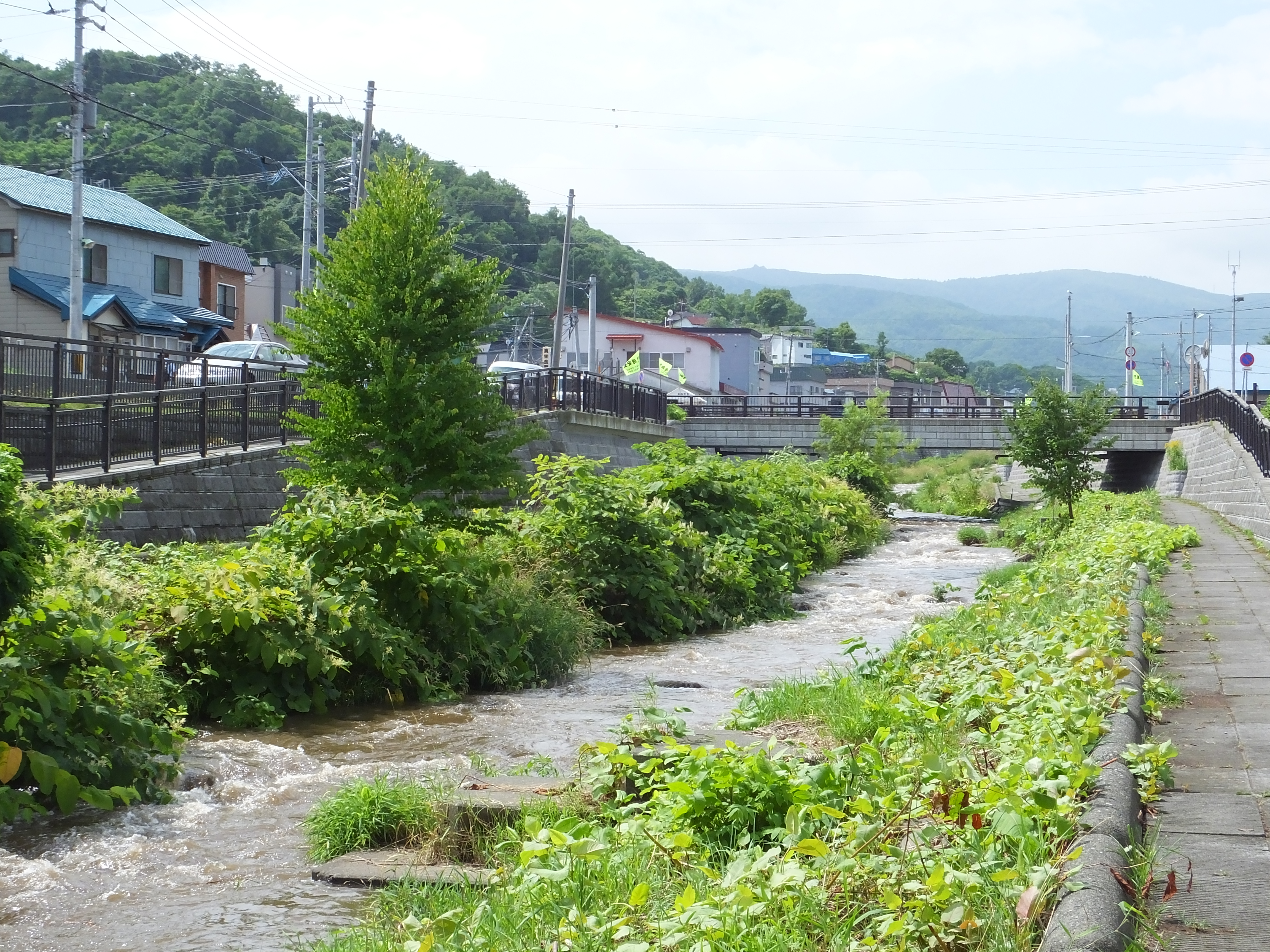
プロムナード区間（奥沢中央橋付近）

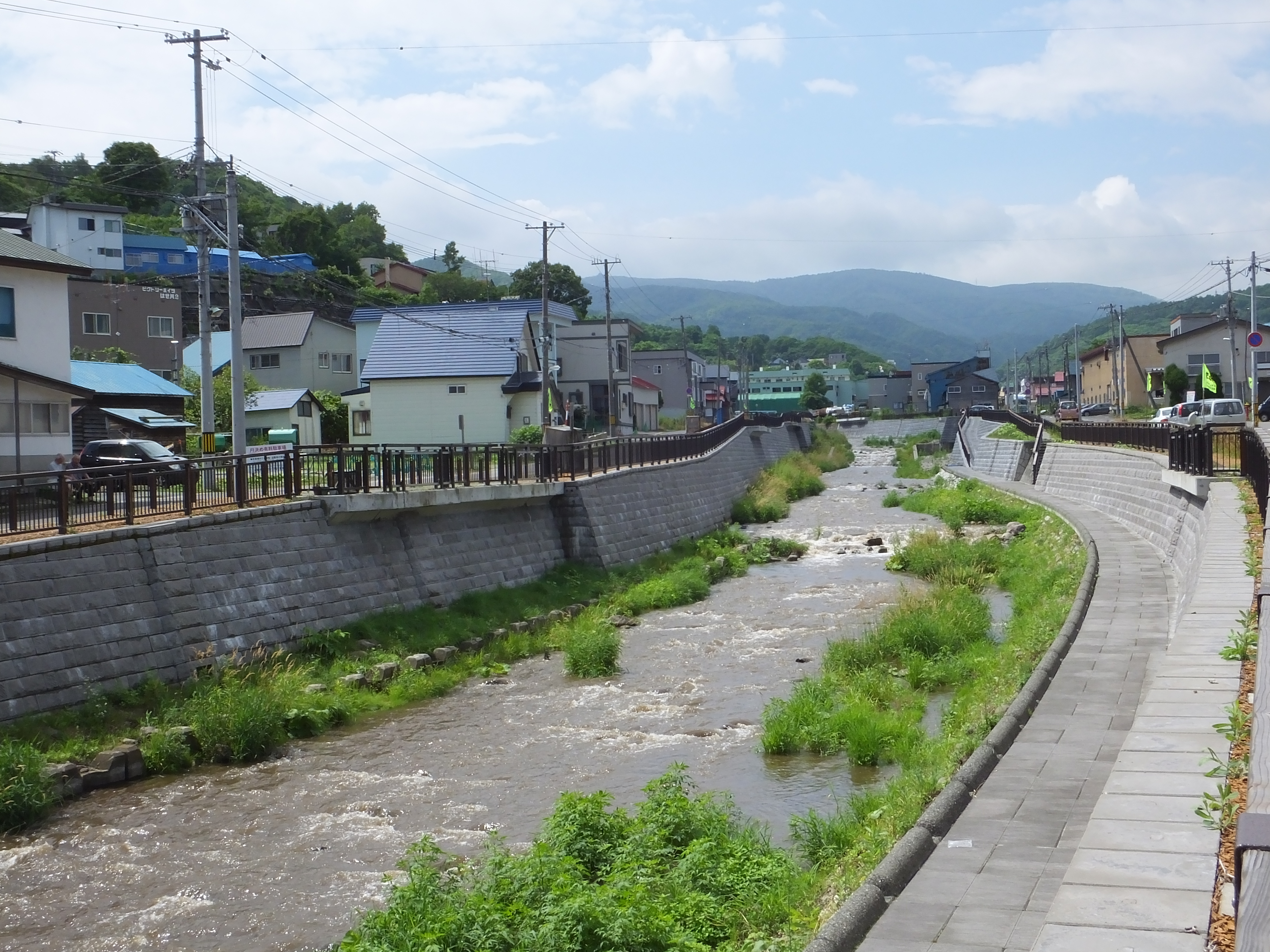
栄橋付近より上流方

勝納川（かつないがわ）は、北海道小樽市を流れる二級河川。勝納川水系の本流であり、小樽市街地を流れる中心河川である。

## 地理
小樽市西部にある於古発山南西山麓に源を発し東流する。全体が急流であるものの源流部は特に標高差が大きく流れが急である。雨乞の滝を経て複数の沢を合わせ、奥沢水源池へ流れ込む。二股沢川を合わせ水源池を抜け、北流すると天神の市街地に入り、恩根内橋で恩根内川を合わせる。真栄より両岸に道路と遊歩道の整備されたプロムナード区間に入り、中層建築の並ぶ市街地を抜けて勝納橋まで続く。プロムナードが終わると小樽運河（第二期運河）に入り、北西へ進むと石狩湾（日本海）に出る。流路延長10.5kmのうち、奥沢水源池より下流4.85kmが二級河川に指定されている。

### 名称の由来
アイヌ語の「アッチ・ナイ」（豊かな・沢）、「カツチ・ナイ」（水源・沢）など諸説ある。永田地名解では、「アットマリ」（ニシンの群集する泊）と呼ばれる入江があり、それが訛ってカチトマリとなり、カチナイとなったものがその傍を流れる川に付けられたものか、としている。

## 治水

### 両岸環境整備
勝納川は急流であるため、かつては頻繁に氾濫を起こしていた。中流域・下流域では河川改修により直線化・コンクリート護岸化され、多数の落差工が設置されている。その上1962年（昭和37年）の台風9号による災害を契機として、1966年（昭和40年）まで河川の掘削・護岸整備による改修が行われ、安全が確保されている。また2000年（平成12年）度より奥沢中央橋を境として下流域を都市散策ゾーン・上流域を自然散策ゾーンに位置付け、護岸と散策路の整備が進められている。下流域の整備は2005年（平成17年）度に終了し、現在は上流部で整備が進められている。現在は勝納川水管橋手前まで河川に面した散策路（プロムナード）が整備され、両岸の道路から降りて歩くことができる。
自然環境整備については、1990年（平成2年）度に国土交通省のラブリバー制度に指定され、ボランティアによる清掃や植栽等が行われている。2009年（平成21年）・2010年（平成22年）度には有志団体により、市道勝納川左岸線沿いに山桜が植樹された。また2002年（平成14年）以来毎年春には、地元町内会によって真砂橋から高砂橋付近で鯉のぼりが掲揚されている。南樽市場に隣接していることもあり、2013年（平成25年）には大漁旗も伴った。

### 奥沢水源地
二級河川指定区間の上流端に位置する奥沢水源地（奥沢ダム）は、小樽市の水道整備を目的として1914年（大正3年）に創設された。北海道では最古の水道用ダムである。当時敷設された水道管は総延長約61kmで、手宮から小樽築港まで中心市街地全域を網羅していた。その後約1世紀間市民の水がめとして利用され続けてきたが、2011年（平成23年）8月にダムの堤体に陥没箇所が発見され、改修に多額の費用を要すること、また他の水源のみでも市内の水道を賄えることから廃止が決定された。2012年（平成24年）3月にはダムに合流していた二股沢川の水を直接勝納川へ流すため堤体がV字状に掘削され、また下流域の安全確保のため水路が設置された。
この奥沢水源地は小樽市における水道の祖であり、給水開始（1911年）は全国21番目、道内では函館市・岩見沢市に次ぎ3番目であった。また階段式溢流路などの構造上の意匠も高く評価されており、歴史的資産として次世代に継承するため2013年（平成25年）に保存と活用に関する基本構想が出され、現在策定が進められている。特に奥沢水源地の北側には北海道新幹線の新小樽駅が設置される予定であり、駅周辺の整備とともに河川環境の再生・親水空間の創出を図るとしている。

## 支流
- 潮見台川
- 下奥沢川
- 真栄川
- 奥沢川
- 恩根内川
- 二股沢川

## 主な橋
- 勝納大橋（小樽港第二期運河）
- 勝納橋 - 北海道道17号小樽港線
- 旭橋
- 河原橋
- 真栄橋
- JR函館本線橋梁
- 真砂橋
- 高砂橋 - 国道5号
- 上の橋
- 奥沢中央橋
- 栄橋
- 清美橋
- 勝納川水管橋
- 恩根内橋 - 国道393号
- 清川橋

## その他
- サケマスが俎上するが、河川内では北海道漁業調整規則により使用する漁具、漁法等には制限が掛けられている。河口付近では秋口になると「引っ掛け釣り」を行う釣り人が検挙されている[5]。

## 参考資料
- 勝納川水系河川整備基本方針（北海道）
- 奥沢水源地保存・活用基本構想素案（小樽市）